# César 1981
Die 6. Verleihung der Césars fand am 31. Januar 1981 im Palais des congrès de Paris statt. Präsident der Verleihung war der Sänger und Schauspieler Yves Montand. Ausgestrahlt wurde die Verleihung, die von Pierre Tchernia moderiert wurde, vom öffentlich-rechtlichen Fernsehsender Antenne 2, dem heutigen France 2.
Mit insgesamt zwölf Nominierungen war François Truffauts Die letzte Metro der große Favorit des Abends. Mit zehn Auszeichnungen, unter anderem in den wichtigen Kategorien Bester Film, Beste Regie und Bestes Drehbuch, konnte sich der Film am Ende gegen die Konkurrenz behaupten und stellte damit einen erst 1991 von Cyrano von Bergerac ebenfalls erreichten Rekord auf. Gérard Depardieu, als bester Hauptdarsteller zum fünften Mal in sechs Jahren nominiert, und Catherine Deneuve, die nach 1976 erneut als beste Hauptdarstellerin nominiert war, gewannen mit ihren Rollen in Truffauts Film erstmals einen César. Nathalie Baye, die für Ferien für eine Woche neben Deneuve, Nicole Garcia und Isabelle Huppert ebenfalls als beste Hauptdarstellerin nominiert war, wurde am Ende als beste Nebendarstellerin für ihre Leistung in Jean-Luc Godards Rette sich, wer kann (das Leben) ausgezeichnet. Regisseur Alain Resnais, dessen Film Mein Onkel aus Amerika mit sechs Nominierungen letztlich erfolglos im Rennen um die Césars blieb, erhielt einen der beiden Ehrenpreise der Verleihung.

Das Palais des congrès de Paris, der Veranstaltungsort der Verleihung

## Gewinner und Nominierungen
| Statistik (Filme mit mehr als einer Nominierung) N=Nominierung; A=Auszeichnung |    |    |
| Film                                                                           | N  | A  |
| Die letzte Metro                                                               | 12 | 10 |
| Der ungeratene Sohn                                                            | 6  | 1  |
| Mein Onkel aus Amerika                                                         | 6  | 0  |
| Death Watch – Der gekaufte Tod                                                 | 5  | 0  |
| Die Bankiersfrau                                                               | 4  | 0  |
| Rette sich, wer kann (das Leben)                                               | 3  | 1  |
| Der Loulou                                                                     | 3  | 0  |
| Atlantic City, USA                                                             | 2  | 0  |
| Die Männer, die ich liebte                                                     | 2  | 0  |

### Bester Film (Meilleur film)
Die letzte Metro (Le Dernier métro) – Regie: François Truffaut
- Der Loulou (Loulou) – Regie: Maurice Pialat
- Mein Onkel aus Amerika (Mon oncle d’Amérique) – Regie: Alain Resnais
- Rette sich, wer kann (das Leben) (Sauve qui peut (la vie)) – Regie: Jean-Luc Godard

### Beste Regie (Meilleur réalisateur)
François Truffaut – Die letzte Metro (Le Dernier métro)
- Jean-Luc Godard – Rette sich, wer kann (das Leben) (Sauve qui peut (la vie))
- Alain Resnais – Mein Onkel aus Amerika (Mon oncle d’Amérique)
- Claude Sautet – Der ungeratene Sohn (Un mauvais fils)

### Bester Hauptdarsteller (Meilleur acteur)
Gérard Depardieu – Die letzte Metro (Le Dernier métro)
- Patrick Dewaere – Der ungeratene Sohn (Un mauvais fils)
- Philippe Noiret – Auch Mörder haben schöne Träume (Pile ou face)
- Michel Serrault – Noch ein Käfig voller Narren (La Cage aux folles II)

### Beste Hauptdarstellerin (Meilleure actrice)
Catherine Deneuve – Die letzte Metro (Le Dernier métro)
- Nathalie Baye – Ferien für eine Woche (Une semaine de vacances)
- Nicole Garcia – Mein Onkel aus Amerika (Mon oncle d’Amérique)
- Isabelle Huppert – Der Loulou (Loulou)

### Bester Nebendarsteller (Meilleur acteur dans un second rôle)
Jacques Dufilho – Der ungeratene Sohn (Un mauvais fils)
- Heinz Bennent – Die letzte Metro (Le Dernier métro)
- Guy Marchand – Der Loulou (Loulou)
- Alain Souchon – Die Männer, die ich liebte (Je vous aime)

### Beste Nebendarstellerin (Meilleure actrice dans un second rôle)
Nathalie Baye – Rette sich, wer kann (das Leben) (Sauve qui peut (la vie))
- Andréa Ferréol – Die letzte Metro (Le Dernier métro)
- Claire Maurier – Der ungeratene Sohn (Un mauvais fils)
- Delphine Seyrig – Liebe Unbekannte (Chère inconnue)

### Bestes Drehbuch (Meilleur scénario original ou adaptation)
Suzanne Schiffman und François Truffaut – Die letzte Metro (Le Dernier métro)
- Jean Gruault – Mein Onkel aus Amerika (Mon oncle d’Amérique)
- John Guare – Atlantic City, USA (Atlantic City, U.S.A.)
- Bertrand Tavernier und David Rayfiel – Death Watch – Der gekaufte Tod (La Mort en direct)

### Beste Filmmusik (Meilleure musique écrite pour un film)
Georges Delerue – Die letzte Metro (Le Dernier métro)
- Antoine Duhamel – Death Watch – Der gekaufte Tod (La Mort en direct)
- Serge Gainsbourg – Die Männer, die ich liebte (Je vous aime)
- Michel Legrand – Atlantic City, USA (Atlantic City, U.S.A.)

### Bestes Szenenbild (Meilleurs décors)
Jean-Pierre Kohut-Svelko – Die letzte Metro (Le Dernier métro)
- Dominique André – Der ungeratene Sohn (Un mauvais fils)
- Jean-Jacques Caziot – Die Bankiersfrau (La Banquière)
- Jacques Saulnier – Mein Onkel aus Amerika (Mon oncle d’Amérique)

### Beste Kamera (Meilleure photographie)
Néstor Almendros – Die letzte Metro (Le Dernier métro)
- Pierre-William Glenn – Death Watch – Der gekaufte Tod (La Mort en direct)
- Sacha Vierny – Mein Onkel aus Amerika (Mon oncle d’Amérique)
- Bernard Zitzermann – Die Bankiersfrau (La Banquière)

### Bester Ton (Meilleur son)
Michel Laurent (Tontechniker) – Die letzte Metro (Le Dernier métro)
- Michel Desrois – Death Watch – Der gekaufte Tod (La Mort en direct)
- Pierre Lenoir – Der ungeratene Sohn (Un mauvais fils)
- Jean-Pierre Ruh – Die Bankiersfrau (La Banquière)

### Bester Schnitt (Meilleur montage)
Martine Barraqué – Die letzte Metro (Le Dernier métro)
- Armand Psenny – Death Watch – Der gekaufte Tod (La Mort en direct)
- Albert Jurgenson – Der Regenschirmmörder (Le Coup du parapluie)
- Geneviève Winding – Die Bankiersfrau (La Banquière)

### Bester Kurzfilm (Meilleur court métrage de fiction)
Toine – Regie: Edmond Séchan
- Le Bruit des jambes de Lucie – Regie: Anne Quesemand
- Vive la mariée – Regie: Patrice Noïa
- La Découverte – Regie: Arthur Joffé

### Bester animierter Kurzfilm (Meilleur court métrage d’animation)
Le Manège – Regie: Jean-Pierre Jeunet
- Les 3 inventeurs – Regie: Michel Ocelot
- Le Réveil – Regie: Jean-Christophe Villard

### Bester dokumentarischer Kurzfilm (Meilleur court métrage documentaire)
Le Miroir de la terre – Regie: Paul de Roubaix, Daniel Absil
- Abel Gance, une mémoire de l’avenir – Regie: Thierry Filliard, Laurent Drancourt
- Dorothea Tanning – Insomnia – Regie: Peter Schamoni

### Bester ausländischer Film (Meilleur film étranger)
Kagemusha – Der Schatten des Kriegers (Kagemusha), Japan – Regie: Akira Kurosawa
- Fame – Der Weg zum Ruhm (Fame), USA – Regie: Alan Parker
- Kramer gegen Kramer, USA – Regie: Robert Benton
- The Rose, USA – Regie: Mark Rydell

## Ehrenpreis (César d’honneur)
- Marcel Pagnol, französischer Schriftsteller, Dramaturg und Regisseur (postum)
- Alain Resnais, französischer Regisseur